# Guayadeque
Strž Guayadeque (španělsky Barranco de Guayadeque) se nachází na ostrově Gran Canaria na Kanárských ostrovech. Tvoří přírodní bariéru mezi obcemi Ingenio a Agüimes na východě ostrova. Jedná se o jednu z největších strží na celém souostroví, je známa pro své předhispánské archeologické pozůstatky a pro své hodnotné druhy rostlin a živočichů (některé jsou rozšířeny pouze na Kanárských ostrovech, jiné v ostrovní skupině Makaronésie).
Tato lokalita je velmi významná z archeologického hlediska, ve strži se nachází velké množství domů v jeskyních, včetně kaple a několika restaurací, které jsou vytesány do skály. Největší sbírka mumií a původních historických nástrojů byla přemístěna do muzea v Las Palmas de Gran Canaria.
V současnosti představuje turismus nejdůležitější složku zdejší ekonomiky. Zdejší populace se snižuje, nachází se zde poustevna Svatého Jana Bautisty. Fungují zde různé služby jako restaurace, parkoviště a obchody se suvenýry. Tato oblast je známá degustací vína, smaženého vepřového masa a typického kanárského jídla papas arrugadas.